# 有界函数

有界函数（赤）と非有界函数（青）の図。直感的に、有界函数のグラフは水平軸に平行な帯の間にとどまるが、非有界函数のグラフはそうならないことが分かる。

数学の分野において、ある集合 X 上で定義される実数あるいは複素数値の函数 f が有界函数（ゆうかいかんすう、英: bounded function）であるとは、その値からなる集合が有界集合であることを言う。言い換えると、X 内のすべての x に対して
{\displaystyle |f(x)|\leq M}
が成り立つような、x に依らない実数 M が存在することを言う。
しばしば、X 内のすべての x に対して {\displaystyle f(x)\leq A} が成立するとき、その函数は上界 A によって上から抑えられる（bounded above）と言い、そのような A が存在するときその函数は上に有界であるという。それと対照的に、X 内のすべての x に対して {\displaystyle f(x)\geq B} が成立するとき、その函数は下界 B によって下から抑えられる（bounded below）と言い、そのような B が存在するときその函数は下に有界であるという。
（しばしば、函数・写像・作用素などが同意語として扱われることもあるけれども）この概念は、有界作用素のそれと混同しないように注意するべきである。
有界函数の概念の重要で特別な場合として、X を自然数全体の集合 N と取って有界数列（bounded sequence）が考えられる。すなわち、ある数列 (a0, a1, a2 , ...) が有界であるとは、ある実数 M が存在して、すべての自然数 n に対して
{\displaystyle |a_{n}|\leq M}
が成立することを言う。有界数列すべてからなる集合（にベクトル空間の構造を入れたもの）は数列空間を成す。
この定義は、距離空間 Y に値を取る函数へと拡張することが出来る。ある集合 X 上で定義される函数 f が有界であるとは、Y 内のある a に対して適当な実数 M を取れば、距離函数 d で測った a と f(x) との距離が M 以下にできること、すなわち
{\displaystyle d(f(x),a)\leq M}
が X 内のすべての x に対して成立することを言う。この場合、a を他の任意の点に取り換えても、三角不等式により、同様な性質を持つ M を取ることができる。

## 例
- 実函数 f: R → R として正弦函数 f (x ) = sin x を定義するならば、これは有界である。一方、この函数をガウス平面全体で定義された複素函数と考えるならば、もはや有界でない。
- −1 と 1 を除くすべての実数 x に対して定義される函数
{\displaystyle f(x)={\frac {1}{x^{2}-1}}}
は、非有界である。なぜならば、x が −1 あるいは 1 へと近付くにつれて、この函数の絶対値はいくらでも大きくなるからである。しかし、例えば定義域を [2, ∞) あるいは (−∞, -2] としたときは、この函数は有界となる。
- すべての実数 x に対して定義される函数
{\displaystyle f(x)={\frac {1}{x^{2}+1}}}
は、有界である。
- f : [0,1] → R のような連続函数はすべて有界である。これは特殊な例であり、より一般的な次の事実が知られている：コンパクト空間から距離空間への連続関数はすべて有界である。
- 有理数の x に対しては 0 となり、無理数の x に対しては 1 となるような函数 f は、有界である。したがって、函数が有界であるためには必ずしもそれが「良い」ものでなくてもよい。[0,1] 上で定義されるすべての有界函数の集合は、その区間上で定義されるすべての連続函数の集合よりも、大きい。